# Рутак
Рутак — жена Папака и мать шахиншаха государства Сасанидов Ардашира Папакана.
Имя жены Папака Рутак приводится в являющейся важнейшим источником по истории Ирана III века Накше-Рустамской надписи Шапура I. В ней Рутак носит титул «матери царя царей». По мнению В. Г. Луконина, Рутак, видимо, не принадлежала к роду Сасанидов, так как её имя не приводится в той части надписи, где перечисляются члены этого рода.